# Лупонио (Потенца)
Лупонио (итал. Luponio) је насеље у Италији у округу Потенца, региону Базиликата.
Према процени из 2011. у насељу је живело 116 становника. Насеље се налази на надморској висини од 586 м.